# Мина Маркова
Мина Емилова Маркова е българска актриса.

## Биография
Родена е на 20 юли 1998 г. в град София. Майка ѝ е актрисата Албена Павлова, а баща ѝ – актьорът, сценарист и режисьор Емил Марков. Учила е в 133 СОУ „А. С. Пушкин“, а учи в 164 испанска езикова гимназия „Мигел де Сервантес“.

## Филмови и телевизионни участия
Участвала е в различни сцени в телевизионното предаване „Комиците“, а играе ролята на Яна Лютова в сериала „Столичани в повече“.
- „Seen“ (2019) – Пламена